# Babycurus buettneri
Espèce
Synonymes
- Babycurus johnstonii Pocock, 1896

Babycurus buettneri est une espèce de scorpions de la famille des Buthidae.

## Distribution
Cette espèce se rencontre au Gabon, en Guinée équatoriale, au Cameroun et au Congo-Brazzaville et en Côte d'Ivoire.

## Description
Babycurus buettneri mesure de 55 à 68 mm.

## Liste des sous-espèces
Selon The Scorpion Files (16/09/2020) :
- Babycurus buettneri buettneri Karsch, 1886
- Babycurus buettneri savanicola Lourenço, Bruehmueller Ramos & Cloudsley-Thompson, 2005 de Côte d'Ivoire

## Étymologie
Cette espèce est nommée en l'honneur de Richard Büttner.

## Publications originales
- Karsch, 1886 : « Skorpionologische Beiträge. I. Ueber einen sizilianischen Skorpion. II. Uebersicht der Gruppe Buthina (Androctonina). III. Ueber einen neuen Opisthacanthus (Peters). » Berliner entomologische Zeitschrift, vol. 30, no 1, p. 75–79 (texte intégral).
- Lourenço, Bruehmueller Ramos & Cloudsley-Thompson, 2005 : « Further notes on the scorpions inhabiting the savannas of the Lamto Ecological Station in Côte d'Ivoire. » Entomologische Mitteilungen aus dem Zoologischen Museum Hamburg, vol. 14, no 172, p. 253–263 (texte intégral).